# عملية براكين الغضب

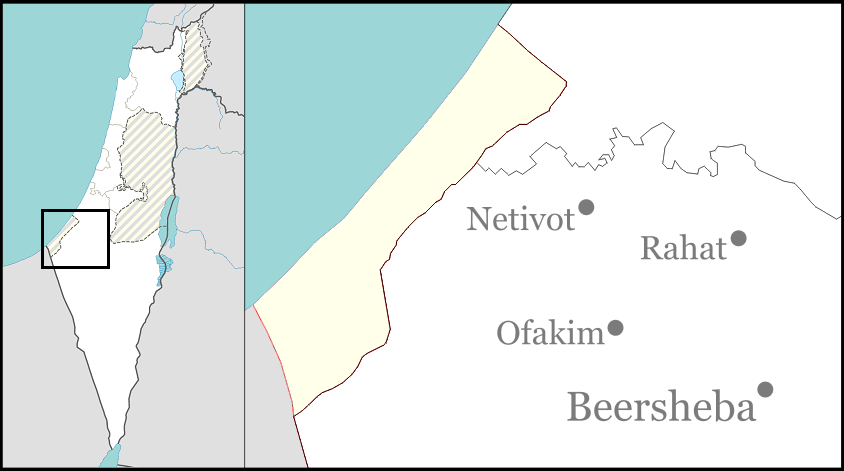

عملية براكين الغضب هي عملية عسكرية فلسطينية ضد أهداف إسرائيلية، حدثت في 12 ديسمبر2004 ونفذته كتائب عز الدين القسام الجناح العسكري لحركة المقاومة الإسلامية (حماس) بالتعاون مع «صقور فتح» أحد الاجنحة العسكرية لحركة فتح آنذاك، استهدف الهجوم معبر رفح العسكري الإسرائيلي على حدود قطاع غزة.

## تفاصيل الهجوم
حفر المقاتلون الفلسطينيون نفقاً طويلاً أسفل الموقع العسكري الواقع على معبر رفح الحدودي مع مصر على مدى أربعة شهور بطول نحو 600 متر من أجل الوصول إلى النقطة الإسرائيلية الصهيونية في المعبر.
و في تمام الساعة 05:07 من مساء يوم الأحد 1 ذو القعدة 1425 هـ الموافق 12 كانون الأول 2004، تم تفجير عبوة كبيرة تزن نحو (1300 كغم) من المتفجرات، ثم تقدم مقاتلان أحدهما من «كتائب القسام» والآخر من «صقور فتح» (بعد خروجهما من نفق آخر أعِد لهذه الغاية) واشتبكا مع جنود الاحتلال في الموقع لنحو ساعة كاملة، استشهد المجاهد ابن صقور فتح. بينما تمكن مجاهد القسام من الانسحاب بسلام بعد تنفيذ مهمته بنجاح حيث تمكن من اغتنام سلاح من العيار الثقيل من أحد جنود الاحتلال (mag). كما أكد المجاهد مقتل سبعة صهاينة أربعة منهم على يديه فيما حاول أسر أحد الجنود لكنه بسبب مقاومته أجهز عليه المجاهد وأرداه قتيلاً ثم انسحب المجاهد بسلام، وبعد ساعة من العملية تم تشغيل عبوة أخرى تزن (200كغم) لاستهداف طاقم الإسعاف ومن تبقى من جنود الاحتلال في محيط الموقع يذكر أن المدد من جنود الاحتلال لم يصل للموقع إلا بعد (40) دقيقة من بدء تنفيذ العملية.
كما أكد ذلك «أبو عبيدة» الناطق الرسمي باسم كتائب القسام من جانب آخر اعترف العدو أنه تم إطلاق الراجمات للتغطية وإطلاق قذائف مضادة للدبابات على «كيبوتس» خارج الجدار  للتضليل.
ووجد الضباط الصهاينة الذين استنفروا إلى الموقع العسكري أن العملية أدت إلى تدميره بالكامل. كما أدى الانفجار إلى إصابة نقطة العبور التي تبعد نحو 300 متر عن الموقع العسكري.